# Дифференциальная психология

Различия между людьми существовали во все времена, даже в глубокой древности. Индивидуальные особенности людей становились причиной разделения труда и обязанностей. Дифференциальная психология зародилась с целью изучения этих индивидуальных различий.

Дифференциальная психология (англ. differential psychology или individual differences psychology) — раздел психологической науки, который изучает различия между индивидами и группами людей по психологическим характеристикам, а также диапазон, природу, причины этих различий и их влияние на различные сферы жизни людей. Современная дифференциальная психология работает в рамках теории черт. Та часть дифференциальной психологии, которая изучает природу индивидуальных различий, выделяется в отдельную дисциплину — психогенетику или генетику поведения человека.

## История
Сам термин «дифференциальная психология» появился лишь в начале XX века, но проблема различий между людьми интересовала ещё мыслителей и учёных древности. В Древнем Вавилоне и Древнем Египте, чтобы получить высокую должность, необходимо было обладать специальными индивидуальными качествами, наличие которых определялось через испытания. Ещё в древности люди стремились классифицировать индивидуальность (Аристотель, Гиппократ, Гален).
Начало исследований индивидуальных различий принято относить к работам Ф. Гальтона, который занимался анализом способностей людей. Френсис Гальтон применял ряд техник, оценивающих индивидуальные различия в скорости реакции на различные стимулы, восприятии цвета, веса предметов. Эти техники можно рассматривать как первые тесты умственного развития.
Впервые термин «дифференциальная психология» был употреблён немецким психологом У. Штерном. Он был одним из первых учёных, разработавших концепцию психологии индивидуальных различий на основе сбора данных о различиях между людьми.
Большой вклад в развитие дифференциальной психологии в Америке внесли работы: Дж. М. Кеттелл, Г. Олпорт, Р. Б. Кеттел, А. Анастази.
В СССР дифференциальная психология развивалась в Москве (Теплов Б. М., Небылицын В. Д.), Ленинграде (Ананьев Б. Г.) и Перми (Мерлин В. С.). Постепенно внутри дифференциальной психологии формируется родственное направление дифференциальная психофизиология (изучение индивидуальных и типических особенностей без отрыва от физиологического базиса).

## Предмет и задачи дифференциальной психологии
Психология индивидуальных различий занимается исследованием индивидуальных различий между людьми или группами людей.
Дифференциальная психология решает следующие задачи:
- Поиск и выделение наиболее существенных характеристик, которые определяют психологический облик человека;
- Определение диапазона индивидуальных различий и пределов варьирования психологических характеристиках;
- Исследование причин, которые вызывают изменения диапазона индивидуальных различий. К ним могут относиться как социальные, так и биологические влияния: изменение уровня школьного образования, половое созревание и т. д.
- Определение структуры психологических характеристик. Психологические характеристики находятся в разных отношениях друг с другом: одни характеристики независимы друг от друга, другие — связаны. Одни характеристики могут лежать в основе других и таким образом образовывать иерархическую структуру; другие характеристики могут быть рядоположенными.
- Исследование различий между группами. Группы людей могут различаться по психологическим характеристикам (по средним значениям, диапазону индивидуальных различий, дисперсии). Например, дошкольники, не посещающие детские сады, могут тяжелее адаптироваться в новых коллективах, чем их ровесники, посещающие дошкольные учреждения. Различия между этими группами может проявиться в разнице средних показателей по коммуникативным навыкам.
- Природа индивидуальных различий. Определяется роль генетических и средовых факторов и их взаимодействия в формировании индивидуальных различий людей.
- Идиографический анализ — это анализ уникальности конкретного человека. Целью данного подхода является описание психологического облика человека, уникального сочетания его психологических характеристик. Противоположностью идиографического подхода является номотетический, предполагающий анализ общих закономерностей.

## Сферы интересов современной дифференциальной психологии
Традиционно в рамках дифференциальной психологии рассматриваются различия по интеллекту, когнитивным способностям, темпераменту и личностным характеристикам. В современной дифференциальной психологии используется модель ABCD для обозначения направлений изучения психологических характеристик:
- Affect (чувства, настроение, эмоции)
- Behaviour (психофизиологические показатели, поведенческая активность)
- Cognition (когнитивные характеристики)
- Desire (мотивы, интересы, ценности, склонности, жизненные показатели)[7]

## Теория черт
Современная дифференциальная психология работает в рамках теории черт. Теория черт — это система «исследовательских техник, созданных для выделения психологических характеристик, имеющих широкие индивидуальные различия». Такие психологические характеристики называют чертами. Черта — это «элемент психологической структуры свойств», обладающая следующими особенностями: она относительно стабильна, кросситуативна и имеет разную выраженность у людей.
Основоположником теории черт является американский психолог Г. Олпорт. Он критиковал типологический подход, считая, что черты могут выделяться во всех сферах психической жизни человека: в характере, личности, интеллекте и т. д. Олпорт определял черту как психологическую особенность, благодаря которой поступающие стимулы будут вызывать эквивалентные реакции. Наличие черты склоняет человека действовать определённым образом в различных ситуациях.

## Методы дифференциальной психологии
В дифференциально-психологических исследованиях используются те же методы, которые используются и в других областях психологии, так и те методы, которые созданы для изучения специфических задач дифференциальной психологии (например, психогенетические методы). Методы, используемые в психологии индивидуальных различий, можно разделить на следующие группы:
- Общенаучные методы — это используемые во многих науках методы, преобразованные под психологические запросы. К ним относятся:
  1. Наблюдение: опосредованное/непосредственное, открытое/скрытое, естественное/экспериментальное, включённое/невключённое, случайное/целенаправленное, сплошное/выборочное, констатирующее/оценивающее, произвольное/структурированное.
  2. Эксперимент — это метод исследования переменной путём её контролируемого и целенаправленного изменения.
  3. Моделирование — воссоздание определённой психологической ситуации, состояния, настроения и т. д.
- Психогенетические методы направлены на выявление роли наследственности и среды в формировании индивидуальных различий.[10]
  1. Близнецовый метод основывается на сравнении сходства монозиготных и дизиготных близнецов. Разновидности близнецового метода: классический близнецовый метод, метод контрольного близнеца, исследование близнецов как пары, исследование одиночных близнецов, сопоставление близнецов с неблизнецами, метод разлученных близнецов, метод частично разлученных близнецов, метод близнецовых семей, лонгитюдное близнецовое исследование.
  2. Метод приёмных детей базируется на сравнении усыновлённых детей с их биологическими родителями и родителями-усыновителями.
  3. Анализ родословных. В современной психогенетике не используется.
  4. Семейные исследования — сопоставляется сходство друг с другом членов одной семьи.
- Исторические методы.
  1. Биографический метод
  2. Дневниковый метод
  3. Автобиография
- Собственно психологические методы:
  1. Интроспективные методы (самонаблюдение и самооценка)
  2. Психофизиологические (аппаратные) методы
- Социально-психологические методы в основе имеют опросы и социометрию
  1. Беседа
  2. Интервью
  3. Анкетирование (устное и письменное)
- Возрастно-психологические методы:
  1. Метод «поперечных» срезов используется для сравнения различных по возрасту групп людей.
  2. Лонгитюдный метод (метод «продольных» срезов) подразумевает исследование одной и той же группы людей на протяжении длительного периода времени.
- Анализ продуктов деятельности (творчество)
- Психосемантические методы